# Geum coccineum
Espèce
Classification phylogénétique
Geum coccineum, communément appelée la Benoîte orangée, est une espèce de plantes à fleurs de la famille des Rosaceae.

## Description
C'est une plante vivace ornementale, qui forme une touffe.
Les feuilles basales sont dressées, pennées et finement pubescentes, de 10 à 20 cm de long. Les folioles terminales sont réniformes, de 5 à 15 cm, plus grandes que les folioles latérales. Feuilles caulinaires profondément dentées mais non lobées.
Floraison de mai à juillet. Cymes portant de deux à quatre fleurs, de 2 à 4 cm de diamètre, couleur rouge brique, aux étamines jaunes proéminentes.
Taille jusqu'à 50 cm de haut pour 30 cm de diamètre.

## Répartition
Elle est originaire des Balkans et d'Asie mineure.

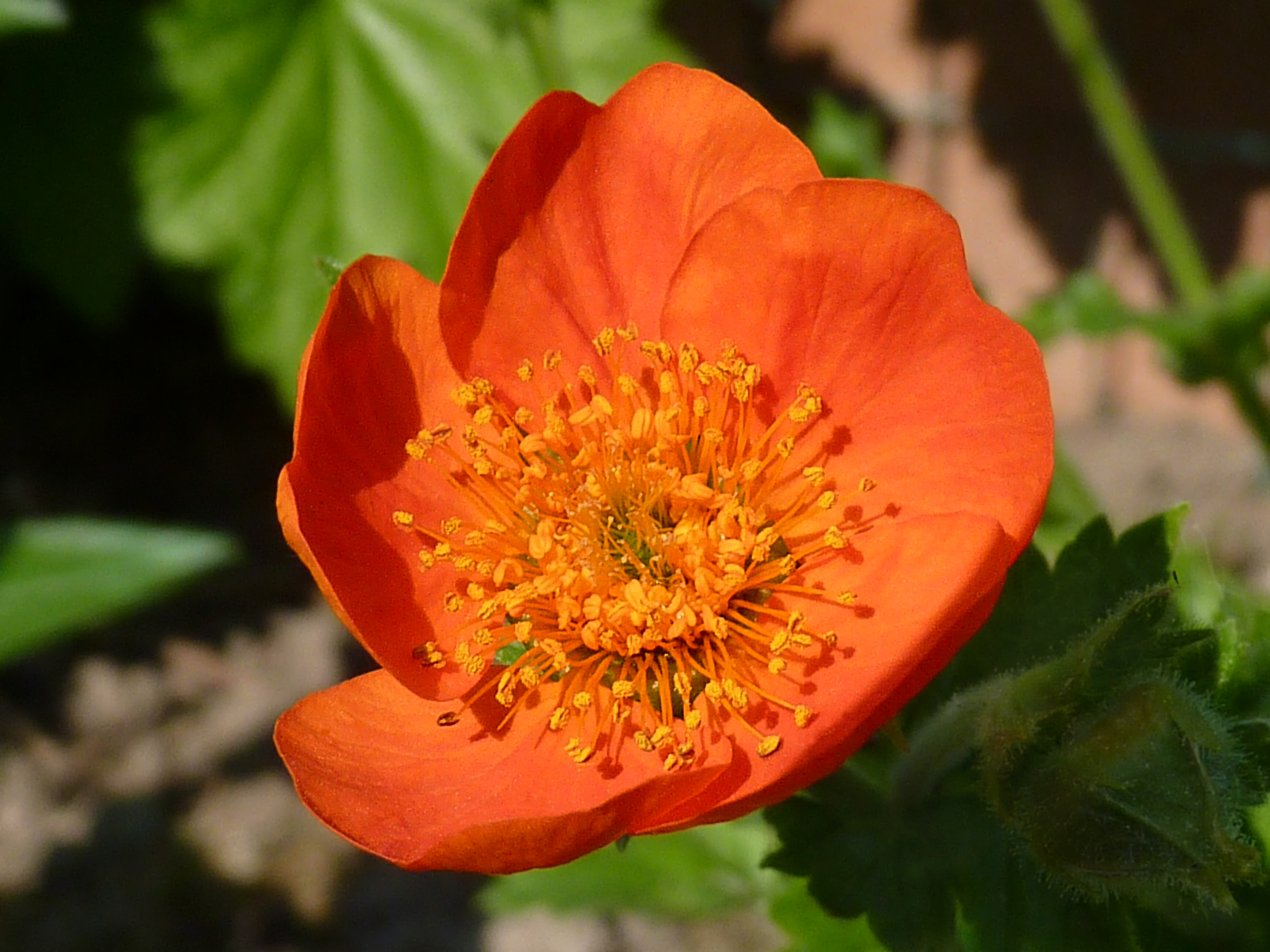
Fleur de Geum coccineum 'Cooky'
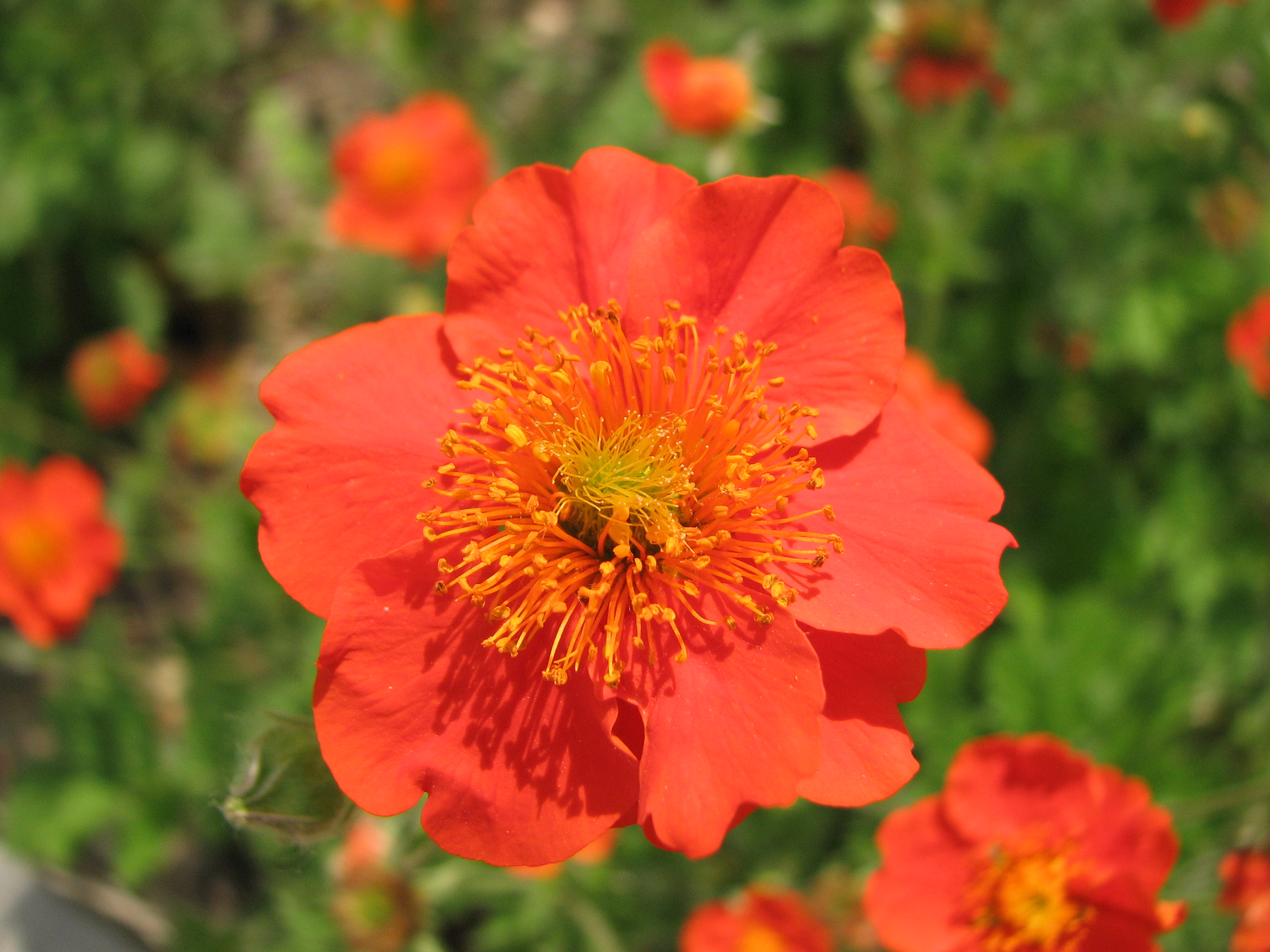
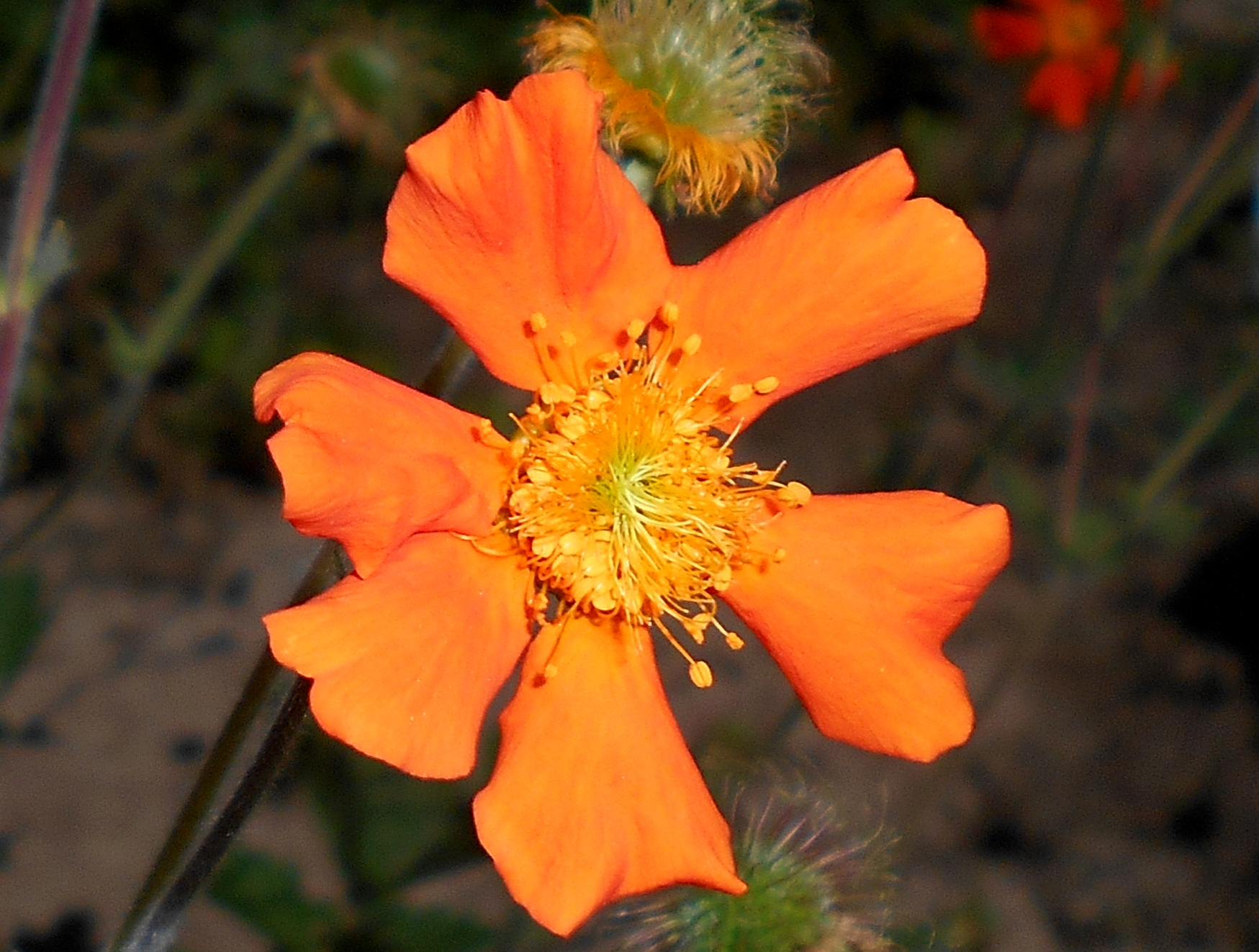

## Synonyme
- Geum borisii hort.

## Remarques
- Il ne faut pas confondre Geum coccineum Sm. avec Geum coccineum hort.
- Il ne faut pas confondre Geum borisii hort. avec Geum ×borisii Kellerer ex Sünd.